# Casa Gran (Bellmunt del Priorat)
La Casa Gran és una masia, antiga sucursal de la cartoixa d'Escaladei, a la vora del Siurana al municipi de Bellmunt del Priorat (Priorat) inclosa en l'Inventari del Patrimoni Arquitectònic Català. Des de l'any 2000 s'hi ha establert un establiment vitivinícola.

## Descripció
El cos principal de l'edifici és de planta quadrada, de planta baixa, un pis i golfes, bastit de maçoneria arrebossada, amb reforça de carreus de gres vermell als angles i coberta per una teulada a quatre vessants. A la façana, orientada a llevant, s'hi obren una porta i una finestra a la planta baixa, dues finestres al primer pis i tres a les golfes. El gres vermell, comú a altre pobles de la comarca, és característica de del segle xiii quan la masia va ser construïda.
Al costat ponent hi ha un petit edifici adossat, posterior, de planta rectangular, de planta i golfes, coberta per teulada a un aiguavés, destinada a l'assecament dels fruits.

## Història
La masia fou aixecada cap a mitjan segle xiii com a sucursal de la cartoixa d'Escaladei en aquell territori, a fi de percebre els delmes i primícies a que tenien dret. No obstant això, no hi ha constància de l'edifici en el moment de la desamortització.
El 1917 figura com a propietat de la família Estebe, de cal Calafí de Móra la Nova. Actualment ho és d'una del Masroig, que la fa servir com a granja per a la cria de bestiar.
Es tracta, ben segur, de l'edifici amb més distinció i bellesa, per la seva simplicitat, del terme municipal, malgrat que mai hagi estat propietat de ningú del poble. Algun autor és del parer que l'edifici correspon al segle xviii, cosa que cal posar en dubte atès els materials de construcció utilitzat que daten d'una època anterior.
Des de 2000 pertany a la família Suqué i Mateu del Grup Perelada que hi va crear vinyes dins de la Denominació d'Origen Qualificada Priorat, que volien renuar amb la tradició viticola que els monjos d'Escaladei havien introduïda en la regió.